# Méhkenyér
A méhkenyér vagy perga a méhek által gyűjtött virágpor és nektár keverékéből, erjedéssel létrejött anyag; a lárvák és a kifejlett dolgozó méhek fő tápláléka. Pontos összetétele attól függően változik, hogy a méhek mit gyűjtenek.

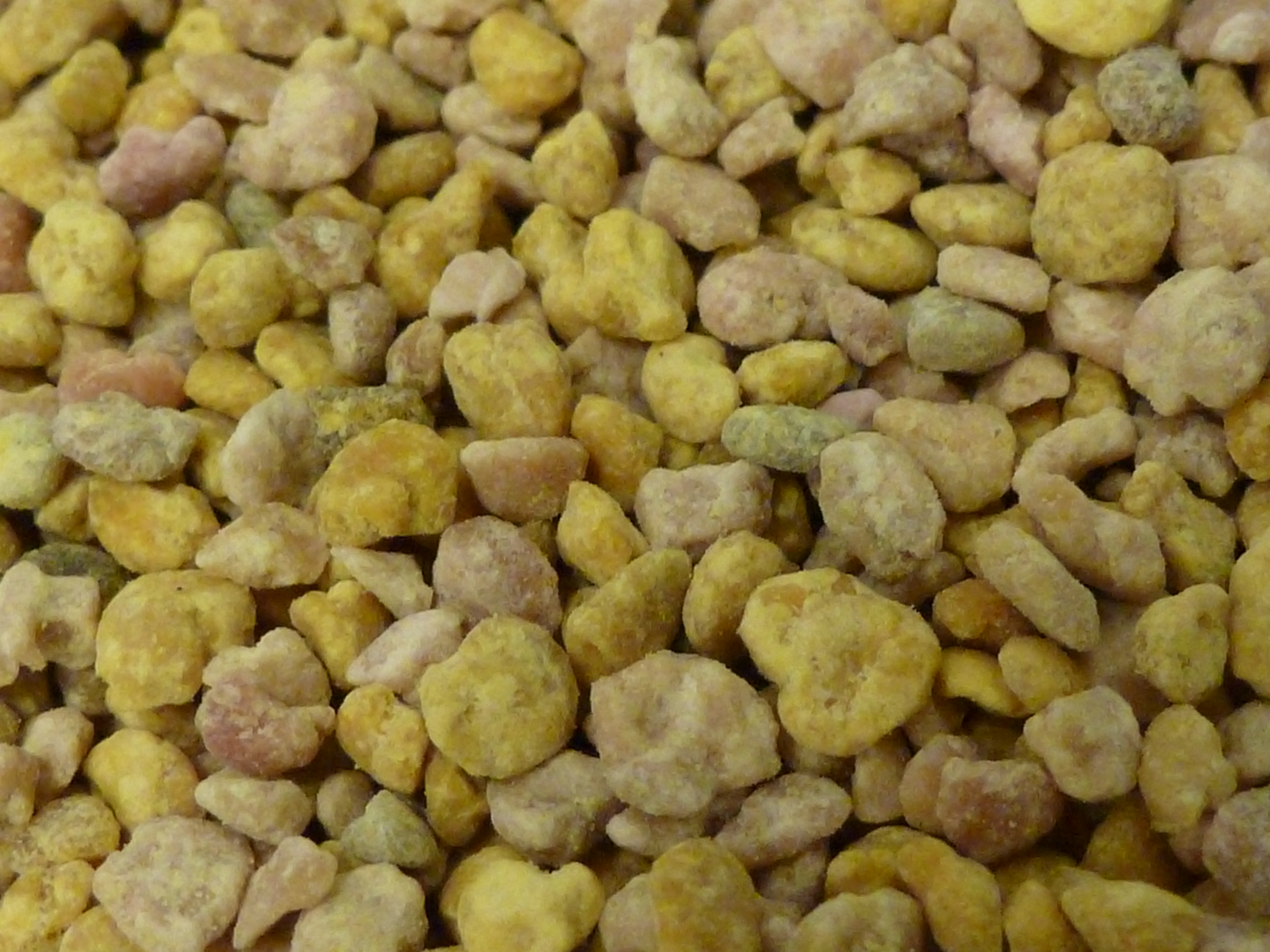
Fagyasztott méhkenyér emberi fogyasztásra

A virágzó növények portokairól gyűjtött friss virágport a méhek előszeretettel a sötét színű lépekben helyezik el, éspedig legtöbbször azokban a lépekben, melyek a fiasításos mellett vannak, ritkábban a fiasításos lépekben.
A virágporszemcséket a méhek közvetlen a lép sejtjeibe rakják, azt fejükkel oly mértékig összenyomkodják, hogy levegő ne maradjon a szemcsék között. Mindaddig töltik a sejtet, míg a sejt a kétharmadáig megtelik.
A virágpor az elraktározás pillanatában, semmiben sem különbözik a virágporgyűjtőn összegyűjtött virágportól. 
A lépekben történő elhelyezés után a méhek által hozzáadott anyagok, mikroorganizmusok, a fészekben uralkodó 33-35 °C-os hőfok következtében, amihez az elraktározás módja is hozzájárul, méhkenyérré alakul.
A virágpornak a lépekben való elhelyezésekor a méhek nem veszik figyelembe a virágpor származását, így fordulhat elő, hogy ugyanabban a sejtben különböző színű virágporszemcsék foglalnak helyet. A virágpor csomócskák alkotásával elkezdődő és a kaptárban a lépek sejtjeiben folytatódó számos biokémiai folyamat következtében a méhkenyér sokkal értékesebb, mint maga a virágpor, ami a méhkenyeret részben alkotja. 
A méhkenyér a következő átalakuláson megy keresztül:
- virágporszemcsék csírázóképességét a méhek rágómirigyeinek váladéka 1-2 nap alatt megszünteti,
- a nádcukor fokozatosan egygyűrűs cukrokká, vagyis monoszacharidokká alakul,
- az egyszerű cukrok, bizonyos erjesztők hatása alatt, részben tejsavvá alakulnak,
- emelkedik a K-vitamin tartalom,
- a méhkenyér eltarthatóságának tartama emelkedik
- emelkedik azon virágporszemcséknek a száma, amelyeknél a beltartalom áttörte a virágporszemcse külső burkát.

A méhkenyeret akkor tartják érettnek, amikor mindezek a folyamatok végleg befejeződnek.

## Táplálékkiegészítőként
Ez a természetes produktum értékesebb, mint maga a virágpor, éspedig azért, mert különféle virágporszemcséket, több egyszerű cukorféleséget, több K-vitamint, több olyan virágporszemcsét tartalmaz, melyek beltartalma a szervezet számára könnyebben hasznosítható, magasabb a savtartalma, ami a tartósításnál és az anyagcsere-egyensúly fenntartásánál nagyon fontos tényező. Baktériumölő hatása is háromszor nagyobb, mint a virágporé. Gazdag szelén forrás, és sok enzim és flavonoid van benne.
Számos betegség kezelésénél használják, úgymintː gyomor-, máj- és bélproblémáknál, magas vérnyomásnál, prosztataproblémáknál, influenzánál és megfázásnál, vérszegénységnél, reumánál, emésztési zavaroknál, stressznél, memóriazavaroknál, álmatlanságnál, magas koleszterinszintnél, hepatitisznél, szívelégtelenségnél, infarktusnál, férfi meddőségnél, női betegségeknél egyaránt. Mindazonáltal a gyógyhatása ezen betegségeknél még nem kellőképp bizonyított.
A méhkenyér biztonságosan használható rövidebb ideig. Az allergiás betegeknek azonban tudatában kell lenniük annak, hogy náluk allergiás reakciók léphetnek fel a méhkenyér alkalmazásakor. Nem ajánlott terhes nőknek és szoptatós anyáknak sem fogyasztani.